# 斯氏鯨鯰
斯氏鯨鯰，為輻鰭魚綱鯰形目鯨形鯰科的其中一種，分布於南美洲玻利維亞马代拉河及拉普拉塔河流域，體長可達9.7公分，棲息在底中層水域，屬肉食性，生活習性不明。

## 擴展閱讀
維基物種上的相關：斯氏鯨鯰